# Bezirksmuseum Dachau
Das Bezirksmuseum Dachau zeigt rund 2000 Gegenstände zur Kulturgeschichte und Volkskunde der oberbayerischen Stadt Dachau und ihres Umlandes. Themenbereiche sind Geschichte von Stadt und Landkreis Dachau, Handwerk, Bürgerliche Lebenskultur, Bäuerliches Wohnen, Dachauer Tracht, Volksfrömmigkeit und Aberglaube.

## Geschichte des Museums
Der umfangreiche Bestand des Bezirksmuseums Dachau geht im Kern auf die Sammlung zur Kulturgeschichte des Bezirksamts Dachau zurück, die vom Museumsverein Dachau e. V. zusammengetragen wurden. Der 1903 von den Künstlern Hans von Hayek, Hermann Stockmann und August Pfaltz gegründete Verein hatte sich zum Ziel gesetzt, ein Museum einzurichten, das schon 1905 im Schloss Dachau eröffnet wurde. Nach der Einlagerung der Sammlung 1958 bestand zunächst keine Ausstellungsmöglichkeit. Zu Beginn der 1970er Jahre leistete der Museumsverein noch einmal Aufbauarbeit: der Sammlungsbestand wurde katalogisiert und maßgeblich erweitert. So konnte das Bezirksmuseum in Zusammenarbeit mit dem 1981 von Stadt und Landkreis Dachau gemeinsam gegründeten Zweckverband Dachauer Galerien und Museen 1987 neu eröffnet werden.
Es ist seitdem im ehemaligen kurfürstlichen Kastenamt des Landgerichts Dachau, einem historischen Gebäude aus dem späten 18. Jahrhundert gegenüber der Pfarrkirche untergebracht. Die Museumsleitung liegt seit 1988 in den Händen des Zweckverbands Dachauer Galerien und Museen. 1993 wurde das Museum mit dem Bayerischen Museumspreis ausgezeichnet. Das Haus erfuhr 2005 einen Umbau durch die örtlichen Architekten Deffner Voitländer und die Präsentation wurde teilweise neu gestaltet.

## Sammlung
Zu den besonderen Ausstellungsstücken der Geschichte von Stadt und Landkreis Dachau zählt seit 2005 ein großes Modell des ehemaligen Marktes Dachau um 1700. Stereofotografien aus der Zeit um 1900 sowie ein Herbarium aus den 1920er Jahren geben einen Eindruck vom Aussehen des Marktes und des verschwundenen Dachauer Mooses.
Die Abteilung Handwerk präsentiert neben verschiedenen Berufen u. a. Zeugnisse des Zunftwesens und eine umfangreiche Sammlung von Holzmodeln der örtlichen Lebzelter aus dem 18. und 19. Jahrhundert. Ein spektakuläres Objekt ist die Bratsche des Dachauer Geigenbauers Johann Caspar Stadler aus dem Jahr 1702. (Eine kostbare Viola d’amore, die Stadler für den bayerischen Kurfürsten Max Emanuel schuf, befindet sich im Germanischen Nationalmuseum Nürnberg). Musikinstrumente der Dachauer Landwehrkapelle aus der ersten Hälfte des 19. Jahrhunderts, die bibliophilen Ausgaben des 1906 gegründeten Einhorn-Verlags, Bürgerportraits und Kunsthandwerk veranschaulichen die Kultur des Dachauer Bürgertums. Dazu zählt auch eine Hauskrippe des „Krippenpapstes“ Theodor Gämmeler.
Einen Schwerpunkt des Museums bildet die Darstellung der bäuerlichen Lebensverhältnisse des 18. und 19. Jahrhunderts mit den Inszenierungen einer bäuerlichen Wohnstube und Schlafkammer. Besondere Ausstellungsstücke sind ein prächtiger „Kammerwagen“ aus der Zeit um 1900, der die Aussteuer einer Braut transportiert, und der Nachbau einer für das Dachauer Land typischen Hausfassade. August Pfaltz schuf für das Museum 1906 das Modell eines typischen Bauernhauses aus dem Dachauer Land.
Eine eigene Abteilung ist der Dachauer Tracht, gewidmet, die durch die Bilder der Künstlerkolonie Dachau berühmt wurde. Von besonderer Bedeutung ist die außergewöhnlich vollständige Sammlung von Gegenständen und Dokumenten zur Volksfrömmigkeit und zum Aberglauben, die über 300 Amulette und Talismane umfasst.
Neben der ständigen Ausstellung werden regelmäßig Sonderausstellungen zu kulturgeschichtlichen Themen gezeigt.

## Historische Persönlichkeiten, über die im Bezirksmuseum etwas zu finden ist
- Abraham a Santa Clara (1644–1709), Schriftsteller und Prediger
- Michael Wening (1645–1718), Kupferstecher
- Johann Caspar Stadler (um 1662– ?), Geigenbauer
- Amalie Hohenester (1827–1878), Heilbadbesitzerin und „Kurpfuscherin“
- August Pfaltz (1859–1917), Maler und Kunstgewerbler
- Hermann Stockmann (1867–1938), Maler und Graphiker
- Ludwig Thoma (1867–1921), Schriftsteller
- Walter Blumtritt (1878–1957), Verleger
- Alois Georg Fleischmann (1880–1964), Kirchenmusiker und Komponist
- Theodor Gämmeler (1889–1973), Krippenbauer und Kunstgewerbler